# 紹爾特沃德凱特

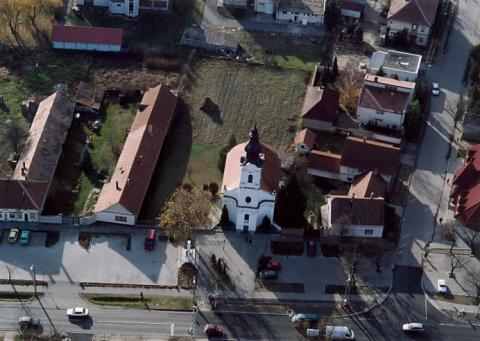

紹爾特沃德凱特是匈牙利的城鎮，位於該國南部，由巴奇-基什孔州負責管轄，面積108.86平方公里，2011年人口7,482，其中約一半居民信奉天主教。

## 外部連結
- Official site in Hungarian
- 2006 election results in Hungarian

46°35′N 19°24′E / 46.583°N 19.400°E